# Grandview (Illinois)
Grandview – wieś w Stanach Zjednoczonych, w stanie Illinois, w hrabstwie Sangamon.